# Кинч, Артуро
Артуро Кинч (англ. Arturo Kinch; 15 апреля 1956) — спортсмен-лыжник, много лет представлявший Коста-Рику на зимних Олимпийских играх. В последний раз он выступил в возрасте 49 лет на зимних Олимпийских играх в 2006 году в Турине.

## Биография
Родился 15 апреля 1956 года. Был седьмым ребёнком из тринадцати в семье миссионеров в Коста-Рике. Поступил в Рокмонт-колледж (который сегодня носит название Христианского университета Колорадо) в Лейквуде по программе футбольной стипендии. Там он также играл за баскетбольную команду, но чаще сидел на скамейке запасных, редко выходил на площадку. Поэтому спустя какое-то время занялся горными и беговыми лыжами. Несмотря на недостаток опыта, он быстро начал зарабатывать большую часть очков для сборной по лыжным видам спорта. Тренеры поддержали его в желании продолжать заниматься спортом.
После окончания колледжа в 1979 году по специальности «библеистика» Кинч устроился работать консультантом отдела обслуживания в американской авиакомпании United Airlines, но не оставил увлечения горными лыжами. Чтобы и далее делать карьеру в спорте, ему было необходимо участвовать в международных соревнованиях, прежде всего — квалифицироваться на Олимпийские игры. Поскольку выдвижением спортсменов занимаются национальные федерации лыжных видов спорта, а в Коста-Рике тогда такой федерации не было, в 1978 году он основывает Коста-риканскую ассоциацию лыжных видов. В Лейк-Плэсиде Кинч стал первым и единственным представителем Коста-Рики в лыжных видах. Он представляя страну на зимних Олимпийских играх 1980, 1984, 1988, 2002 и 2006 годов, последние два раза — только в лыжных гонках. В 2004 году Кинч был занесён в зал славы Колорадского христианского университета.
Ныне Кинч живёт в Денвере. У него есть дочь.

## Результаты
Лучшим результатом Кинча так и осталось 41 место на его дебютной Олимпиаде-1980.
| Год зимних Олимпийских игр | Место проведения | Вид спорта        | Соревнование      | Место                 |
| -------------------------- | ---------------- | ----------------- | ----------------- | --------------------- |
| 1980                       | Лейк-Плэсид      | горнолыжный спорт | скоростной спуск  | 41                    |
| 1980                       | Лейк-Плэсид      | горнолыжный спорт | гигантский слалом | не финишировал        |
| 1980                       | Лейк-Плэсид      | горнолыжный спорт | слалом            | не финишировал        |
| 1984                       | Сараево          | горнолыжный спорт | гигантский слалом | 67                    |
| 1984                       | Сараево          | горнолыжный спорт | слалом            | не стартовал          |
| 1984                       | Сараево          | лыжные гонки      | 15 км             | 79                    |
| 1984                       | Сараево          | лыжные гонки      | 30 км             | дисквалифицирован     |
| 1988                       | Калгари          | горнолыжный спорт | гигантский слалом | 62                    |
| 1988                       | Калгари          | лыжные гонки      | 15 км             | 82                    |
| 1988                       | Калгари          | лыжные гонки      | 30 км             | 87                    |
| 2002                       | Солт-Лейк-Сити   | лыжные гонки      | спринт            | 67                    |
| 2002                       | Солт-Лейк-Сити   | лыжные гонки      | 20 км (10+10)     | 78 (не вышел в финал) |
| 2006                       | Турин            | лыжные гонки      | 15 км             | 95                    |